# Cor achter de dijken
Cor achter de dijken is een televisieprogramma op RTV Noord-Holland gepresenteerd door Cor Bakker. In dit televisieprogramma worden de mooiste plekjes van Noord-Holland bekeken vanaf het water. Vast onderdeel van iedere aflevering is de bekende Nederlander die bij Cor op de sloep een liedje komt zingen en ook de talentenjacht: 'de ster van Noord-Holland'.
Het programma werd uitgezonden door RTVNH in het jaar 2006 door Omroep MAX en werd sinds augustus 2007 ook uitgezonden op RTV Rijnmond. Hierbij kwam er meer verandering in het programma. Zo werd er een strijd gespeeld door twee teams uit de provincie Noord en Zuid-Holland, en werd er door Soundos over water verteld de zogeheten 'waterweetjes'.